# Simone Tanner-Chaumet
Simone Tanner-Chaumet (née le 8 novembre 1913 à Paris et décédée le 25 mai 1962 à Bouzareah en Algérie,) était une militante française pour la paix et était volontaire pour le SCI (Service civil international) entre 1943 et 1945 en France et entre 1951 et 1956 en Algérie. En 2011, l'État d'Israël lui a décerné le titre de « Juste parmi les nations » pour ses actions visant à sauver des enfants juifs au cours de la Seconde Guerre mondiale.

## Jeunesse
Simonne Henriette Chaumet est née au 29, rue Boulard, dans le 14e arrondissement de Paris, de Yvonne Anne Harrouet, couturière et Henri Arsène Chaumet, son époux, imprimeur. Après un premier mariage qui se solda par un divorce deux ans plus tard, la mère de Simone épouse en secondes noces Henri Chaumet en 1909. Simone ne connut jamais son père, mort sur le champ de bataille lors du premier conflit mondial, en septembre 1915. Cette situation affecta sa susceptibilité dans ses années de jeunesse. Sa mère se remarie à Alger en 1919 avec Louis Boisson. Le beau-père de Simone qui est un homme charmant emmène sa femme et ses deux filles à Cannes pour y vivre. La relation entre Simone Chaumet et son beau-père est intense. En 1942, elle rejoint le CLAJ (Club Loisirs Action Jeunesse) avec son ami Jamy Bissérier. En 1943, elle devient secrétaire du CLAJ, associé à Amitiés Chrétienne au Col du Fanget, dans les Alpes françaises. Pendant qu'elle y travaillait, elle a sauvé la vie d'enfants juifs (François Gelbert, Maurice et Charles Wrobel, Gilbert et Maxime Allouche), pendant la Seconde Guerre mondiale en France,.

## Simone Chaumet et le Service civil international
Le Service civil international était très important pour Simone Chaumet et sa vie. Elle a écouté les appels de SCI et a décidé de devenir bénévole pour SCI. Elle a été très active en France entre 1945 et 1950 pour ce groupe et a continué d’être bénévole de longue date en Algérie entre 1951 et 1956. 
Le 20 mai 1961, elle épouse Émile Tanner à Alger. Il est secrétaire du SCI. Simone Tanner-Chaumet, qui a étudié les aspects utiles de l'éducation lorsqu'elle était bénévole pour le SCI, a créé une école à Bouzareah (en Algérie). Elle voulait aider les personnes qui ne savaient pas lire et écrire et les enfants qui avaient besoin d'éducation.

## Mort et commémoration
Simone Tanner-Chaumet est assassinée le 25 mai 1962 durant la guerre d'indépendance algérienne. Une plaque commémorative a été installée sur le Col du Fanget le 7 mai 2005. Les enfants (François Gelbert, Gilbert et Maxime Allouche) à qui Simone Tanner-Chaumet a sauvé la vie, ont assisté à la commémoration en son honneur. Elle a aussi été commémorée en Israël car elle a sauvé la vie d'enfants juifs pendant la Seconde Guerre mondiale en France. Enfin, elle a été honorée le 24 octobre 2011 en tant que Juste parmi les Nations dans la salle des fêtes de la mairie du 6e arrondissement, au 78 rue Bonaparte à Paris, . Simone Tanner-Chaumet est inscrite sur la planche 10 du mur du ministère des Affaires étrangères algérien des disparus au cours des guerres en Algérie.